# Doctrina Hallstein
La Doctrina Hallstein, en honor de Walter Hallstein, ministre d'afers exteriors de la República Federal Alemanya (Alemanya Occidental), fou la doctrina que regí en la política exterior d'aquest país entre 1955 i 1969.
D'acord amb aquesta doctrina, l'RFA tenia el dret exclusiu de representar internacionalment la nació alemanya en tant que es considerava l'única successora legal de l'anterior Reich alemany amb capacitat de reivindicar sobre els territoris sobre els quals tenia sobirania fins al desembre del 1937. En funció d'això, fora de la Unió Soviètica, l'RFA no mantenia relacions diplomàtiques amb cap estat que reconegués la sobirania de la RDA. El primer país al qual s'aplicà aquesta mesura fou Iugoslàvia el 1957 i és directament comparable amb la política d'Una sola Xina de la República Popular de la Xina.
L'Alemanya Oriental intentà evitar aquestes mesures establint relacions diplomàtiques amb els països de l'òrbita soviètica i amb els països recentment descolonitzats del Tercer Món.
Aquesta doctrina no fou mai gens popular, fins i tot entre els aliats occidentals de l'RFA i fou finalment abandonada amb l'adopció de l'Ostpolitik pel Canceller Willy Brandt, que finalment portà a l'establiment de relacions exteriors entre les dues Alemanyes, sense arribar al reconeixement explícit de l'RDA com a subjecte.